# Rhadinaea macdougalli
Rhadinaea macdougalli är en ormart som beskrevs av Smith och Langebartel 1949. Rhadinaea macdougalli ingår i släktet Rhadinaea och familjen snokar. Inga underarter finns listade i Catalogue of Life.
Denna orm är bara känd från en bergstrakt på Tehuantepecnäset i Mexiko. Arten lever i regioner mellan 1200 och 2000 meter över havet. Den vistas i skogar med tallar och ekar och gömmer sig i lövskiktet. Honor lägger ägg.
Beståndet hotas av skogsröjningar. IUCN kategoriserar arten globalt som otillräckligt studerad.